# Amarodytes
Amarodytes is een geslacht van kevers uit de familie  waterroofkevers (Dytiscidae).
Het geslacht is voor het eerst wetenschappelijk beschreven in 1900 door Régimbart.

## Soorten
Het geslacht omvat de volgende soorten:
- Amarodytes boggianii Régimbart, 1900
- Amarodytes duponti (Aubé, 1838)
- Amarodytes guidi Guignot, 1957
- Amarodytes oberthueri Régimbart, 1900
- Amarodytes percosioides Régimbart, 1900
- Amarodytes plaumanni Gschwendtner, 1935
- Amarodytes pulchellus Guignot, 1955
- Amarodytes segrix Guignot, 1950
- Amarodytes testaceopictus Régimbart, 1900
- Amarodytes undulatus Gschwendtner, 1954